# Jazz-Nekrolog 2003

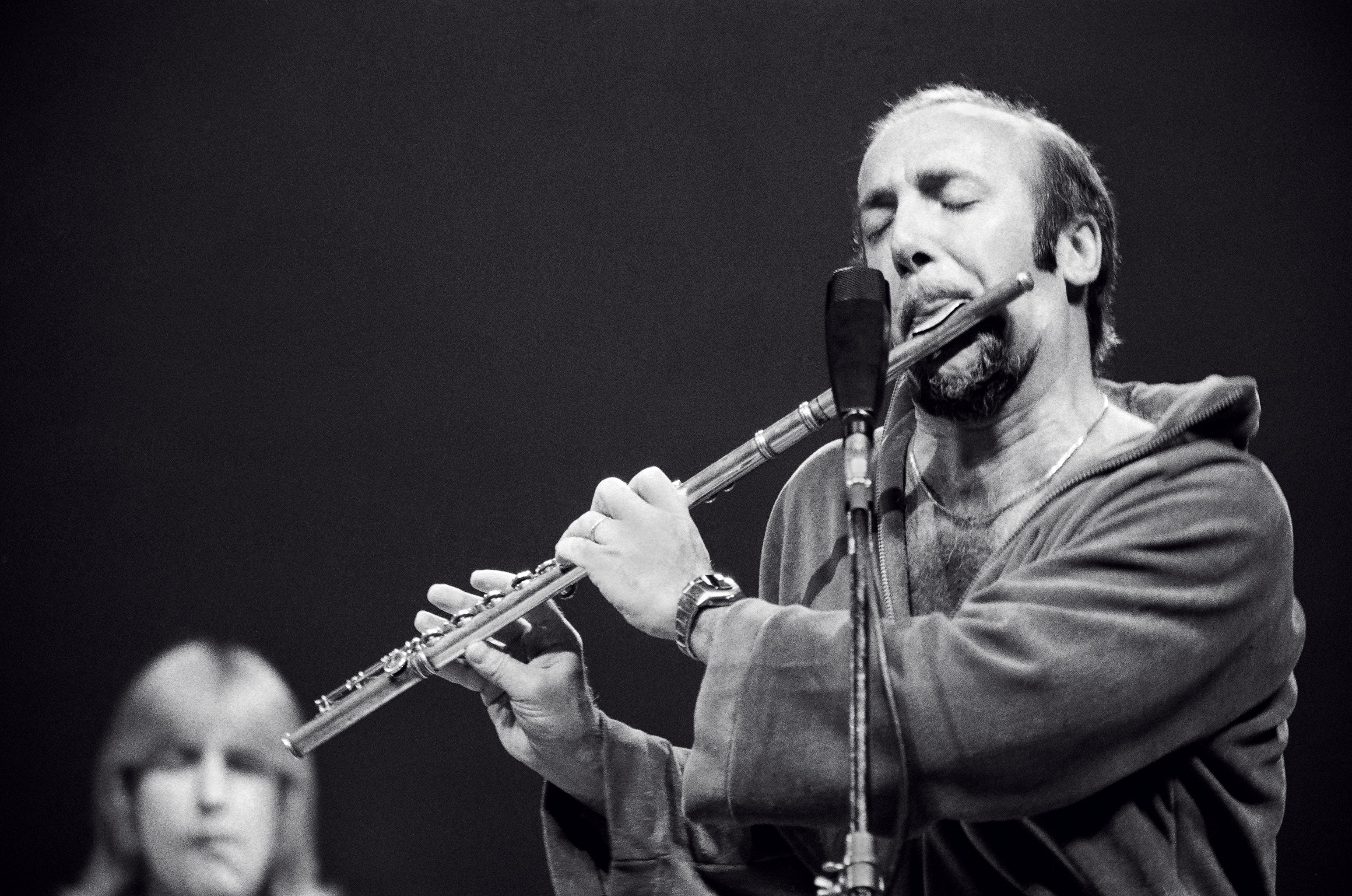
Herbie Mann
16. April 1930 bis 1. Juli 2003

Nekrolog
◄◄
| ◄
| 1999
| 2000
| 2001
| 2002
| 2003 | 2004 | 2005 | 2006 | 2007 | ► | ►►
Weitere Ereignisse | Allgemeiner Nekrolog 2003
Die Beschreibung der verstorbenen Person sollte so kurz wie möglich gehalten sein und nur deren signifikante Tätigkeit(en) enthalten.
Neue Namen ggf. auch unter dem Geburts- und Sterbedatum, also etwa unter 1. Januar und im Geburts- und Sterbejahr (2024) eintragen (nur bei entsprechender großer Wichtigkeit). Für Beispiele siehe die schon vorhandenen Artikel.
Außerdem über die fünf zuletzt Verstorbenen, zu denen es einen ausreichend guten Artikel für eine Präsentation auf der Hauptseite gibt, nach der todesbedingten Überarbeitung der Artikel ggf. auch unter Wikipedia Diskussion:Hauptseite informieren und sie am besten auch in den anderen Wikipedia-Sprachversionen eintragen. Tipp: Regelmäßig bei news.google.de nach „ist tot“, „gestorben“ oder „verstorben“ suchen.
Wenn eine Person gestorben ist, gibt es viele Seiten zu dieser Person in der Wikipedia, die davon auch betroffen sind und entsprechend aktualisiert werden müssen. Beispiele: Namenübersichtsseite, Geburtsjahr, Geburtsort-Seiten und viele mehr.
Wie finde ich die betroffenen Seiten?
Im Suchfeld auf der linken Seite gibt man den Suchbegriff so ein: „Vorname Nachname“. Dann klickt man auf Volltext und alle Seiten mit entsprechendem Suchtext werden aufgerufen. Hier sieht man dann schnell, wo auch das Todesjahr Sinn macht oder sogar ein Teil des Artikels angepasst werden muss. Auch hilft das „Werkzeug“ auf der linken Seite sehr gut, um solche Seiten aufzufinden: „Links auf diese Seite“. Somit ist die Wikipedia wieder aktuell in allen Bereichen! Hinweis: bei Eintragung der Kategorie „Gestorben JAHR“ wird der Missbrauchsfilter 49 ausgelöst, was jedoch nicht schlimm ist. Siehe: Spezial:Missbrauchsfilter/49

## 1. Quartal
| Tag         | Name                    | Herkunft/Beruf                                                | Alter | Beleg                |
| ----------- | ----------------------- | ------------------------------------------------------------- | ----- | -------------------- |
| 6. Januar   | Larry Charles           | US-amerikanischer Holzbläser                                  | 65    | local802afm.org      |
| 8. Januar   | Bobby Montez            | US-amerikanischer Latin-Musiker und Bandleader                | 69    | articles.latimes.com |
| 11. Januar  | Bill Russo              | US-amerikanischer Posaunist, Pianist, Komponist und Arrangeur | 74    | jazzhouse.org        |
| 15. Januar  | Eduardo „Gato“ Alquinta | chilenischer Gitarrist und Sänger                             | 57    |                      |
| 17. Januar  | Jaime Vivanco           | chilenischer Pianist und Komponist                            | 42    | mercuriovalpo.cl     |
| 21. Januar  | Paul Haines             | US-amerikanischer Dichter und Filmemacher                     | 70    | ilxor.com            |
| 24. Januar  | Cy Touff                | US-amerikanischer Trompeter und Posaunist                     | 75    | jazzhouse.org        |
| 31. Januar  | Ludwig Stimmler         | deutscher Bassist                                             | 62    | jazzzeitung.de       |
| 1. Februar  | Mongo Santamaría        | kubanischer Perkussionist                                     | 80    | nytimes.com          |
| 3. Februar  | Sven Svärd              | schwedischer Musiker                                          | 63    | discogs.com          |
| 4. Februar  | Charles Biddle          | kanadischer Bassist                                           | 76    |                      |
| 5. Februar  | Werner Dies             | deutscher Tenorsaxophonist, Klarinettist und Gitarrist        | 75    |                      |
| 9. Februar  | Ruby Braff              | US-amerikanischer Kornettist                                  | 75    | nytimes.com          |
| 11. Februar | Tommy Gwaltney          | US-amerikanischer Multiinstrumentalist                        | 81    | jazzhouse.org        |
| 12. Februar | Michel Graillier        | französischer Pianist                                         | 56    | jazzhouse.org        |
| 16. Februar | Melvin Solomon          | US-amerikanischer Trompeter                                   | 90    | legacy.com           |
| 27. Februar | Ameen Muhammad          | US-amerikanischer Jazzmusiker, Musikpädagoge und Komponist    | 48    | jazzhouse.org        |
| 6. März     | Linton Garner           | US-amerikanischer Pianist und Arrangeur                       | 87    | allaboutjazz.com     |
| 8. März     | Nathen Page             | US-amerikanischer Gitarrist                                   | 65    | jazzhouse.org        |
| 12. März    | Tom Boras               | US-amerikanischer Saxophonist                                 |       | discogs.com          |
| 24. März    | Artie Shapiro           | US-amerikanischer Bassist                                     | 87    | [ 1 ]                |
| 29. März    | David Azarian           | armenischer Pianist                                           | 51    | jazzhouse.org        |

## 2. Quartal
| Tag       | Name               | Herkunft/Beruf                                     | Alter | Beleg                               |
| --------- | ------------------ | -------------------------------------------------- | ----- | ----------------------------------- |
| 2. April  | Maurice Merle      | französischer Saxophonist und Komponist            | 57    |                                     |
| 5. April  | Rob Madna          | niederländischer Pianist                           | 71    | robmadna.info                       |
| 6. April  | Babatunde Olatunji | nigerianischer Perkussionist                       | 75    | nytimes.com                         |
| 7. April  | Andy Fitzgerald    | US-amerikanischer Holzbläser                       | 87    | local802afm.org                     |
| 7. April  | Jutta Hipp         | deutsche Pianistin, Malerin und Designerin         | 78    | welt.de                             |
| 13. April | Allen Eager        | US-amerikanischer Saxophonist                      | 76    | independent.co.uk                   |
| 18. April | Fred Noble         | US-amerikanischer Pianist, Arrangeur und Komponist | 89    | local802afm.org                     |
| 20. April | Teddy Edwards      | US-amerikanischer Saxophonist                      | 78    | nytimes.com                         |
| 21. April | Nina Simone        | US-amerikanische Sängerin                          | 70    | theguardian.com                     |
| 25. April | Al Hood            | US-amerikanischer Pianist und Komponist            | 67    | community.seattletimes.nwsource.com |
| 28. April | Peter Compo        | US-amerikanischer Geiger und Bassist               | 70    | local802afm.org                     |
| 30. April | Bill Napier        | US-amerikanischer Klarinettist                     | 76    | jazztimes.com                       |
| 5. Mai    | Frank D’Annolfo    | US-amerikanischer Posaunist                        | 95    | local802afm.org                     |
| 20. Mai   | Paul Termos        | niederländischer Saxophonist und Komponist         | 51    | jazzcorner.com                      |
| 30. Mai   | Tommy Mitchell     | US-amerikanischer Bassposaunist                    | 76    | local802afm.org                     |
| 5. Juni   | Ola Calmeyer       | norwegischer Pianist                               | 73    |                                     |
| 11. Juni  | Rudolf Tomsits     | ungarischer Trompeter                              | 57    |                                     |
| 13. Juni  | Harold Ashby       | US-amerikanischer Saxophonist                      | 78    | nytimes.com                         |
| 14. Juni  | Jimmy Knepper      | US-amerikanischer Posaunist                        | 75    | telegraph.co.uk                     |
| 15. Juni  | Momo Wandel Soumah | guineischer Sänger, Saxophonist und Komponist      | 77    | theguardian.com                     |
| 14. Juni  | Volker Kriegel     | deutscher Gitarrist                                | 59    | theguardian.com                     |
| 19. Juni  | Peanuts Hucko      | US-amerikanischer Klarinettist und Saxophonist     | 85    | nytimes.com                         |
| 27. Juni  | Lou Mecca          | US-amerikanischer Gitarrist                        | ≈76   | discogs.com                         |

## 3. Quartal
| Tag           | Name                 | Herkunft/Beruf                                                    | Alter | Beleg               |
| ------------- | -------------------- | ----------------------------------------------------------------- | ----- | ------------------- |
| 1. Juli       | Herbie Mann          | US-amerikanischer Flötist                                         | 73    | [ 2 ]               |
| 7. Juli       | Earl „Buster“ Smith  | US-amerikanischer Schlagzeuger                                    | 71    |                     |
| 7. Juli       | Oscar Valdés         | kubanischer Perkussionist                                         | 90    |                     |
| 11. Juli      | Mickey Deans         | US-amerikanischer Pianist                                         | 68    |                     |
| 12. Juli      | Benny Carter         | US-amerikanischer Saxophonist, Trompeter, Arrangeur und Komponist | 95    | nytimes.com         |
| 14. Juli      | Tito Duarte          | kubanischer Multiinstrumentalist                                  | 56    | culturaencadena.com |
| 17. Juli      | Alvin Alcorn         | US-amerikanischer Trompeter                                       | 90    | theguardian.com     |
| 18. Juli      | Ivar Brodahl         | norwegischer Violinist                                            | 75    | nytid.no            |
| 27. Juli      | Artie Anton          | US-amerikanischer Schlagzeuger                                    | 76    | discogs.com         |
| 28. Juli      | Aaron Bell           | US-amerikanischer Bassist und Pianist                             | 81    |                     |
| 29. Juli      | Luther Henderson     | US-amerikanischer Komponist und Arrangeur                         | 84    | jazzhouse.org       |
| 6. August     | Grover Mitchell      | US-amerikanischer Posaunist                                       | 73    | independent.co.uk   |
| 9. August     | Bill Perkins         | US-amerikanischer Saxophonist und Flötist                         | 79    | independent.co.uk   |
| 12. August    | Andreas Skjold       | norwegischer Posaunist                                            | 73    |                     |
| 23. August    | Edward Zandy         | US-amerikanischer Posaunist                                       | 83    | local802afm.org     |
| 26. August    | Wayne Andre          | US-amerikanischer Posaunist                                       | 71    |                     |
| 2. September  | Nestor Sanchez       | US-amerikanischer Salsa-Sänger                                    | 53    |                     |
| 9. September  | Charles Harris       | US-amerikanischer Bassist                                         | ≈87   | discogs.com         |
| 19. September | Frank Lowe           | US-amerikanischer Saxophonist                                     | 60    | jazzhouse.org       |
| 20. September | Johnny Best          | US-amerikanischer Trompeter                                       | 89    | [ 3 ]               |
| 21. September | Joseph Habig         | US-amerikanischer Posaunist und Musikproduzent                    | 79    | local802afm.org     |
| 26. September | Shawn Lane           | US-amerikanischer Gitarrist                                       | 40    |                     |
| 26. September | Stanislaw Poschlakow | russischer Komponist und Orchesterleiter                          | 66    |                     |
| 28. September | Gene Casey           | US-amerikanischer Pianist, Komponist und Arrangeur                | 70    | discogs.com         |
| 30. September | Eddie Gladden        | US-amerikanischer Schlagzeuger                                    | 65    | jazzhouse.org       |

## 4. Quartal
| Tag          | Name                | Herkunft/Beruf                                                | Alter | Beleg                   |
| ------------ | ------------------- | ------------------------------------------------------------- | ----- | ----------------------- |
| 1. Oktober   | Chubby Jackson      | US-amerikanischer Bassist                                     | 84    | theguardian.com         |
| 7. Oktober   | Peter Gullin        | schwedischer Saxophonist                                      | 44    | forums.allaboutjazz.com |
| 9. Oktober   | Carl Fontana        | US-amerikanischer Posaunist                                   | 75    | independent.co.uk       |
| 9. Oktober   | Don Lanphere        | US-amerikanischer Saxophonist                                 | 75    | jazzhouse.org           |
| 23. Oktober  | Eraldo Volontè      | italienischer Saxophonist                                     | ≈85   |                         |
| 24. Oktober  | Malte Johnson       | schwedischer Saxophonist und Bandleader                       | 93    |                         |
| 26. Oktober  | Roy Harte           | US-amerikanischer Schlagzeuger                                | 77    |                         |
| 26. Oktober  | Peter Niklas Wilson | deutscher Kontrabassist, Musikwissenschaftler und -journalist | 46    | tonart-hamburg.de       |
| 3. November  | Aaron Bridgers      | US-amerikanischer Pianist                                     | 85    |                         |
| 9. November  | Buddy Arnold        | US-amerikanischer Saxophonist und Klarinettist                | 77    | jazzwax.com             |
| 11. November | Jean-Pierre Bionda  | Schweizer Pianist                                             | 75    | ifccom.ch               |
| 26. November | Meyer Kupferman     | US-amerikanischer Komponist und Klarinettist                  | 77    | local802afm.org         |
| 8. Dezember  | Rubén González      | kubanischer Pianist                                           | 84    | news.bbc.co.uk          |
| 10. Dezember | Ron Aspery          | britischer Saxophonist und Keyboarder                         | 60    | theguardian.com         |
| 13. Dezember | Webster Young       | US-amerikanischer Trompeter und Kornettist                    | 71    | nytimes.com             |
| 19. Dezember | Maynie Sirén        | finnische Sängerin                                            | 79    | discogs.com             |
| 22. Dezember | Hans Koller         | österreichischer Saxophonist und Maler                        | 82    | independent.co.uk       |
| 22. Dezember | Fred Zabin          | US-amerikanischer Bassist                                     | 55    | local802afm.org         |
| 23. Dezember | Don Lamond          | US-amerikanischer Schlagzeuger                                | 83    | nytimes.com             |

## Genaues Datum unbekannt
| Tag  | Name          | Herkunft/Beruf                 | Alter | Beleg |
| ---- | ------------- | ------------------------------ | ----- | ----- |
| 2003 | Bob Helm      | US-amerikanischer Klarinettist | ≈88   |       |
| 2003 | Erik Parker   | dänischer Trompeter            | ≈85   | [ 4 ] |
| 2003 | Jaime Vivanco | chilenischer Pianist           | 43    |       |